# Ophthalmotilapia boops
Ophthalmotilapia boops là một loài cá thuộc họ Cichlidae. Nó được tìm thấy ở Tanzania và Zambia. Môi trường sống tự nhiên của chúng là hồ nước ngọt.